# Hermann von Berg (Architekt)

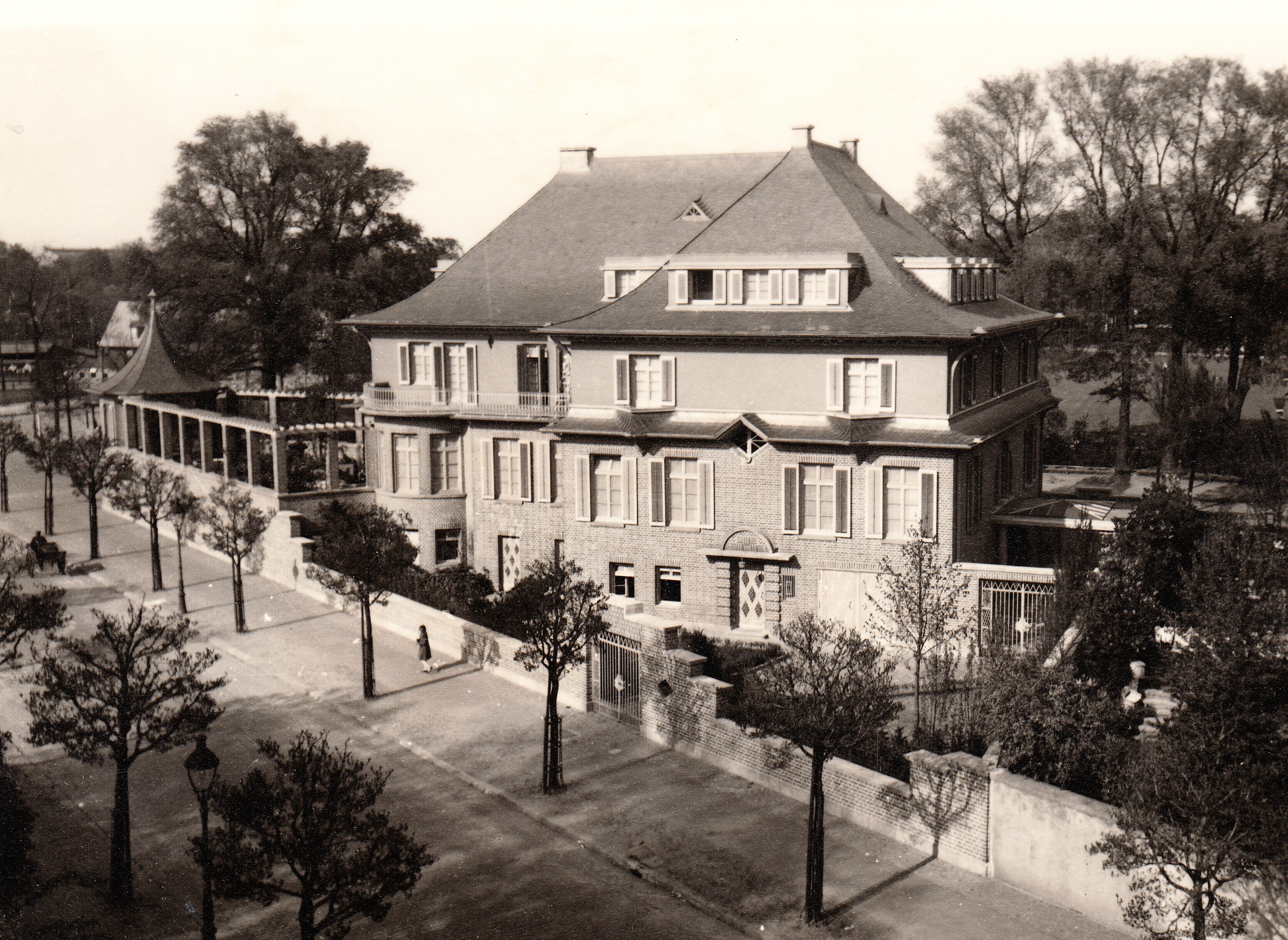
Villa Dr. Zapf, auf dreieckigem Grundstück, Ansicht Oppenheimstraße

Villa Dr. Zapf, Gartenpavillon („Türmchen“) an der Spitze des dreieckigen Grundstücks

Eckhaus der GAG-Siedlung, 1925/26 erbaut

Zwei technische Schnitte durch die geplanten Terrassen zwischen Dom und Rhein

Domterrassen in Vogelschau (1955)

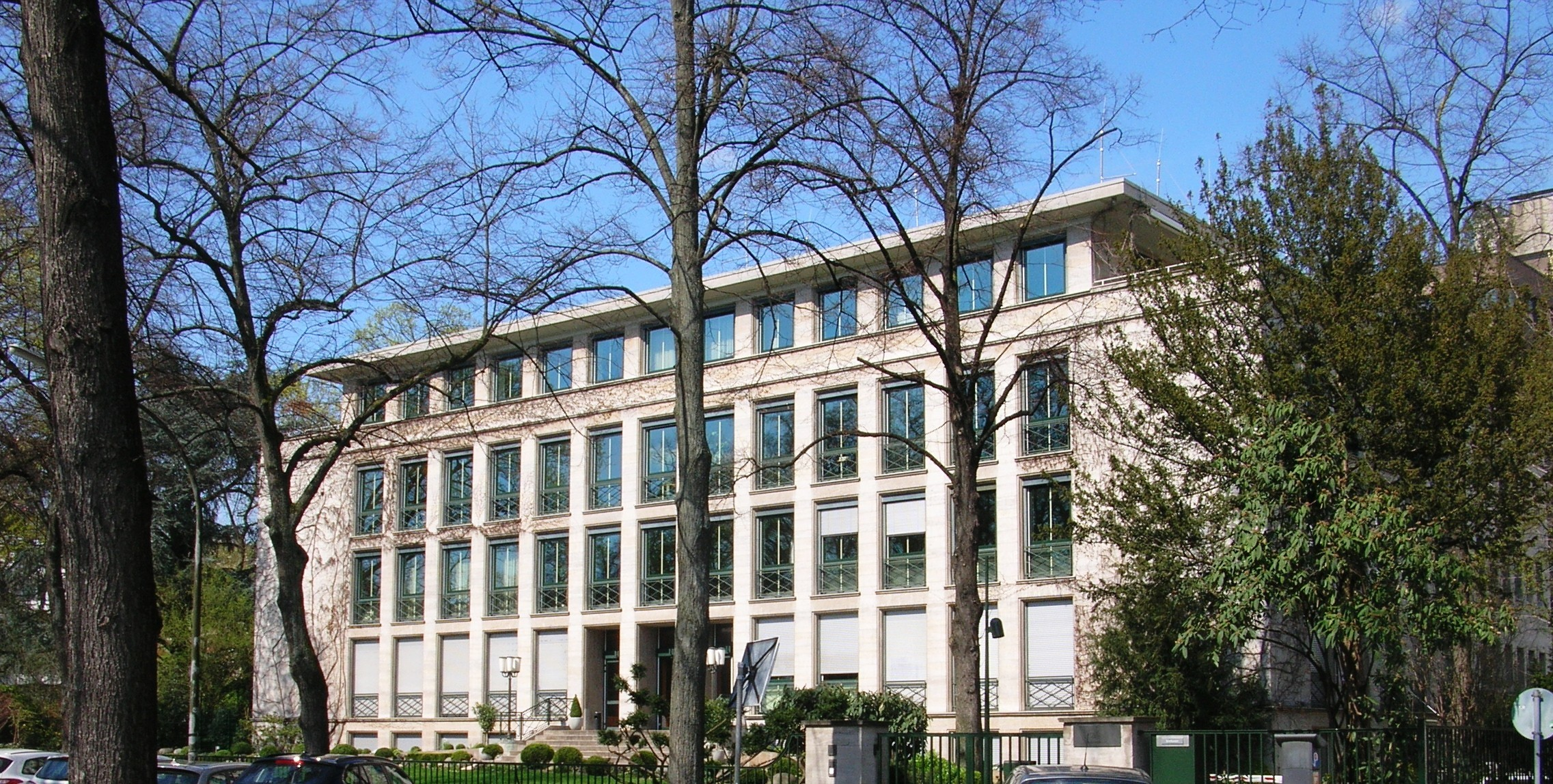
Verwaltungsgebäude der Gen Re, Theodor-Heuss-Ring 11, Köln, Architekten Hermann von Berg und Hanns Koerfer

Hermann von Berg (* 21. Juni 1881 in Köln; † 16. August 1964 ebenda) war ein deutscher Architekt, der in Köln lebte und arbeitete.

## Leben
1901 legte Hermann von Berg das Abitur am Realgymnasium Kreuzgasse ab. Anschließend studierte er an der Technischen Hochschule München und später an der Technischen Hochschule Berlin, wo er die Diplom-Hauptprüfung ablegte. 1904 war er bei Bodo Ebhardt auf der Hohkönigsburg im Elsass und arbeitete in dessen Berliner Atelier mit, wo er an der Rekonstruktion deutscher Burgen beteiligt war. Bis 1907 arbeitete er bei Architekten in Berlin und Köln (Carl Moritz). Seit 1908 war er mit einem Zweigbüro in Emmerich (bis 1929) selbstständig. 1912/14 führte er zusammen mit seinem Vater Ludwig Jakob Berg – der seit 1874 ein „Fachgeschäft für Mosaik-, Flur- und Wandplatten“ (Großhandel) hatte – die „Dipl.-Ing. Hermann Berg Baugesellschaft mbH“. Im Ersten Weltkrieg war er als Leutnant, später als Oberleutnant Kriegsteilnehmer und wurde im Herbst 1914 verwundet. Nach dem Ersten Weltkrieg war er freiberuflich sehr vielseitig mit Bauten und Planungen tätig. 1924 ließ er das „von“ im Namen wieder einsetzen, das beim Geburtseintrag seines Großvaters im Jahre 1816 vergessen wurde.
Während des Zweiten Weltkriegs leitete er den Wiederaufbau in der Kölner Innenstadt (Hohe Straße / Schildergasse), der unmittelbar nach jedem Bombenangriff begann; Gebäude wurden dabei oft mehrfach zerstört. Auch war er Gutachter für die Kriegsschäden in Ehrenfeld. Seit 1955 war er ordentliches Mitglied der Deutschen Akademie für Städtebau und Landesplanung.

## Baustil
Seine Bauten sind bis in die 1920er Jahre traditionsbezogen, später eher klassizistisch, stets jedoch an den praktischen Bedürfnissen und Wünschen der Auftraggeber und Bewohner (z. B. Villa Dr. Zapf) orientiert. So hatte er schon vor 1914 versucht, die Bebauung eines Straßengevierts ohne Hinterhöfe und Anbauten durchzusetzen. Das gelang dann 1925/26 in der GAG-Siedlung in Köln-Höhenberg (siehe Fotos). Ebenso verzichtete er – entgegen der aufkommenden Tendenz nach dem Zweiten Weltkrieg – auf große Glasfronten, wo diese erhöhten Heizbedarf bedeuteten, denn die Wärmedämmung von Fenstern war damals weit von späteren Standards entfernt. Größere Einfamilienhäuser plante er so, dass sie nach dem Auszug der Kinder in zwei Wohnungen aufgeteilt werden konnten. Oft gestaltete er auch die Inneneinrichtung (Villa Dr. Zapf, Haus Hildebrandt).
Der Kölner Stadtkonservator führte zu seinem Baustil in der Begründung für den Denkmalwert des Gebäudes der Kölnischen Rückversicherung (heute: Gen Re), Theodor-Heuss-Ring 11, erbaut 1952–1953, folgendes aus:

„Berg war einer der letzten Klassizisten dieser Stilphase. Seine Aufgabe war es, einen Bau zu entwerfen, der in seiner Raumentwicklung und Architektur die Würde der Gesellschaft, bei der es sich um das älteste Unternehmen dieser Art auf der Welt handelt, zum Ausdruck bringt und daher unter Berücksichtigung aller neuzeitlichen Gedanken möglichst nicht einen zeitgebundenen Eindruck erweckt. Ergebnis ist ein weit hinter die Straßenflucht gerücktes und vom Ring durch eine Gartenanlage und eine Begrenzungsmauer mit Gitter abgesetztes, repräsentatives Gebäude, dessen Fassade entsprechend der leichten Krümmung des Rings mit einer kaum faßbaren Bogenführung ausgestattet ist, die durch den Halbkreis des in die Grünanlage integrierten Fahrwegs und die geschwungene Freitreppe vor der Gebäudemitte ergänzt wird, und das in seiner sachlichen und formklaren Gliederung einen markanten Kontrast zu den Nachbargebäuden bildet. Hier wird die traditionellere Variante der 50er Jahre-Architektur, die vielerorts schon bald durch die zeittypischen Rasterfassaden abgelöst wurde, in anschaulicher Weise verständlich  gemacht...“

## Werk
Neben zahlreichen Wohn- und Geschäftsbauten plante und veröffentlichte er in der frühen Nachkriegszeit Ideen
- zur Verkehrsplanung in Köln (1947, Bau einer U-Bahn mit Tunnel unter dem Rhein, da ohnehin Kanäle, Kabelleitungen etc. sowie die Hohenzollernbrücke zerstört waren und quasi im Tagebau hätte gebaut werden können),[5] (dazu 2 Pläne/Schnitte rechts)
- zum Wiederaufbau des Alten Opernhauses am Rudolfplatz[1] und
- zur „Befreiung“ der Domumgebung vom Autoverkehr und „Überbrückung“ der Uferstraße durch Terrassen als „hängende Gärten“ (1948 und erneut 1955), verbunden mit einem Tunnel unter dem Rhein anstelle einer weiteren Brücke, die mehr Platz benötigt (wie später die Severinsbrücke)[6] (Foto/Zeichnung "Domterrassen" rechts).

Im Jahre 1957 fügte er diesem Vorschlag eine an die inzwischen veränderten Verhältnisse angepasste Variante mit konkreten Berechnungen der Kosten hinzu. Diese war auch Gegenstand einer Vitrine mit dem Titel „Architekt und Utopie“ in der Ausstellung des Historischen Archivs der Stadt Köln zu dessen 150-jährigem Bestehen. Der Nachlass wurde im Jahre 2004 dem Historischen Archiv der Stadt Köln übergeben und unter „Bestand 1757, Hermann von Berg“ registriert. Mit dem Einsturz des Archivs 2009 wurde der Nachlass zum größten Teil beschädigt oder vernichtet, so dass zurzeit nur unwesentliche Bruchstücke einzusehen sind.
Auf kunsthistorischem Gebiet rekonstruierte er für das Werk von Otto H. Förster über den italienischen Renaissancearchitekten Donato Bramante, den Vorläufer Michelangelos, dessen Pläne für den Petersdom in Rom und für die Kirche Santa Maria delle Grazie in Mailand.
Während der Evakuierung aus Köln in den Schwarzwald ab Oktober 1944 und der damit erzwungenen Untätigkeit beschäftigte er sich intensiv mit der Bauweise der alten Bauernhöfe im Schwarzwald. Zusammen mit seiner ältesten Tochter, die ihr Architekturstudium in Dresden wegen des Kriegs hatte unterbrechen müssen, nahm er Baumaße auf, zeichnete und aquarellierte einzelne Höfe und plante eine Veröffentlichung nach Kriegsende.

### Bauten (Auswahl)

#### Bauten in Köln
- 1912 Mülheim, Schleswiger Straße 5, Mehrfamilienhaus Hermann von Berg
- 1913/1914 Mülheim, Graf-Adolf-Straße 18–20, Mehrfamilienhaus Hermann von Berg[11][12] (Foto auch unten bei Commons)
- 1912/1913 Braunsfeld, Hültzstraße 25–27, Doppelvilla Rudolf Hagen / Ferdinand Dorand[13][14]
- 1914–1918 Mülheim, Schleswigstraße 1 und 3, Mehrfamilienhäuser
- 1921/1922 Klettenberg, Luxemburger Straße 342, Haus Dr. Leopold Seligmann (von Zarno)
- 1925/1926 Neustadt, Elsa-Brandström-Straße / Riehler Straße, Haus Dr. Georg Zapf (siehe zwei Fotos rechts)[15][16][17]
- 1925/1926 Höhenberg, Kösener Weg 2–10 / Weimarer Straße 15, GAG-Siedlungsbauten (siehe 1 Foto rechts, 1 unten bei Commons)
- 1931/1939 Altstadt, Sternengasse 1, Herstatt-Haus mit Postamt 4 (Foto unten bei Commons)[18]
- 1934/1935, Braunsfeld, Hültzstraße 27–29, Mehrfamilienhaus Richard Fackeldey[19]
- 1936 Marienburg, An der Alteburger Mühle 1, Villa Jochen Hildebrandt
- 1948/1949 Altstadt, Breite Straße 161–167 / Gertrudenstraße 30, Mevissenhaus (der Kölnischen Rückversicherung, Foto unten bei Commons)
- 1950 Neustadt, Habsburgerring 28, Rheinradio (Foto unten bei Commons)
- 1950/1951 Marienburg, Auf dem Römerberg 4 und 11, sowie Lindenallee 14, Besatzungshäuser (Foto unten bei Commons)
- 1951/1952 Junkersdorf, Kölner Platz 2, Mehrfamilienhaus der Schlesischen Feuerversicherung
- 1951–1953 Neustadt, Theodor-Heuss-Ring 11, Hauptverwaltung der ehemaligen Kölnischen Rückversicherungs-Gesellschaft AG (heute Gen Re; mit Hanns Koerfer)[3][20]
- um 1952 Sülz, Emmastraße 7–11, Bundespost-Wohnbauten
- um 1952 Altstadt, Hohe Straße 117–119 / Minoritenstraße, Fotohaus Steins
- 1953–1955 Lindenthal, Rautenstrauchstraße 76, Einfamilienhaus Dr. P. Viktor Bürgers
- 1954 Lindenthal, Lortzingstraße 17, Einfamilienhaus Dr. Ernst Ringwald (Foto unten bei Commons)
- 1956/1957 Altstadt, Gertrudenstraße 30, Bürohaus der Kölnischen Rückversicherung (mit Hanns Koerfer)
- 1957/1958 Altstadt, Hohe Straße 101a, Parfümerie Schlüssel

#### Bauten außerhalb Kölns
- 1913/1914 Emmerich, Haus Heinrich Haas
- 1920 Bremen, Privathaus und Büro- und Verwaltungsgebäude Fleischhauer
- 1920/1921 München, Wohnhaus Dr. Otto und Mimicia Bardenheuer
- um 1920 Weisweiler, Dürener Straße 498, Wohnhaus mit Praxis Dr. med. Fleischhauer
- 1925 Emmerich, am Rheinufer, Haus G. Schreur
- 1930–1933 Fulda, Haimbacher Straße 9, Einfamilienhaus Karl Gilles
- 1934 Fulda, Am Paulustor 8, Einfamilienhaus Dr. Julius Müller
- 1936 Fulda, Am Frauenberg 4, Einfamilienhaus Frieda Biber
- um 1936 Würzburg, Mittlerer Dallenbergweg 5, Wohnhaus Dr. med. Georg und Hermine Herrmann
- 1940/1941 Wesseling bei Köln, Werkssiedlung der Rheinische Braunkohlen-Kraftstoff AG (Gartenarchitekt: Gustav Allinger)[21][22][23]
- 1951 Düsseldorf, Eckstraße 15, Mehrfamilienhaus der Schlesischen Feuerversicherung

### Wettbewerbsentwürfe
- um 1907 Berlin-Mariendorf, Wettbewerb Realgymnasium, zum Ankauf empfohlen
- 1909 Riga, Wettbewerb Ideenskizzen zu einem 3. Stadttheater („Populo“), in engerer Wahl
- 1924 Solingen, Wettbewerb Böckerhofgelände, 2. Preis (Mitarbeiter: Otto Silberberg)[24]
- 1926 Wetzlar, Wettbewerb Erweiterungs- und Bebauungsplan[25]
- 1938/1939 Berlin-Charlottenburg, Wettbewerb Hochschulstadt, in engerer Wahl

### Schriften
- Eine nie wiederkehrende Gelegenheit im Neubau der Stadt Köln. Köln 1947. / 2. verbesserte Auflage, Köln 1948.
- Probleme der Verkehrsplanung zwischen Dom und Deutz. Köln 1955.

### Baugeschichtliche Arbeiten
- 1934 Mailand, Santa Maria delle Grazie, Rekonstruktionsversuch der Entwürfe Bramantes
- 1930–1956 Rom, St. Peter, Rekonstruktionsversuch der Entwürfe Bramantes

(veröffentlicht in: Otto H. Förster: Bramante. Wien / München 1956.)